# Laser rubinowy

Budowa lasera rubinowego – (1) promień światła (2) flesz (3) pręt rubinowy (4) zwierciadło (5) rezonator optyczny (6) dzielnik wiązki

Budowa lasera rubinowego – (1) pręt rubinowy (2) flesz (3) zwierciadło (4) dzielnik wiązki (5) promień światła

Laser rubinowy – laser na ciele stałym, którego ośrodkiem czynnym jest rubin (Al
2O
3 z domieszką Cr
2O
3). Ten skład chemiczny zapewnia występowanie trójpoziomowego układu stanów energetycznych. Długość emitowanej fali jest równa 694,3 nm. Laser ten pracuje w trybie impulsowym.
Laser rubinowy był pierwszym działającym laserem. Został skonstruowany przez Theodore'a Maimana w 1960 roku. W 1963, 7 listopada, zespół Zbigniewa Puzewicza w Wojskowej Akademii Technicznej uruchomił pierwszy w Polsce laser rubinowy.

## Budowa
Laser rubinowy ma prostą konstrukcję, typową dla laserów, w których ośrodkiem czynnym jest ciało stałe. Materiałem aktywnym jest kryształ rubinu ukształtowany w formie walca. Powierzchnie czołowe walca są dokładnie oszlifowane i przepuszczają światło do luster lub też są pokryte warstwą odbijającą i same stanowią lustra. Laser ten jest pompowany optycznie lampą ksenonową przez boczne powierzchnie. 

## Zasada działania
Fotony emitowane w wyniku emisji spontanicznej, które nie poruszają się wzdłuż osi, uciekają przez ścianki boczne zanim są w stanie wywołać emisję wymuszoną. Ale te fotony, które poruszają się dokładnie w kierunku osi, są wielokrotnie odbijane od krańcowych zwierciadeł i są w stanie wielokrotnie wywołać emisję wymuszoną. W ten sposób liczba fotonów gwałtownie rośnie, a te które uciekają przez częściowo odbijającą powierzchnię czołową tworzą wiązkę o dużym natężeniu i ściśle określonej długości fali.